# Mose

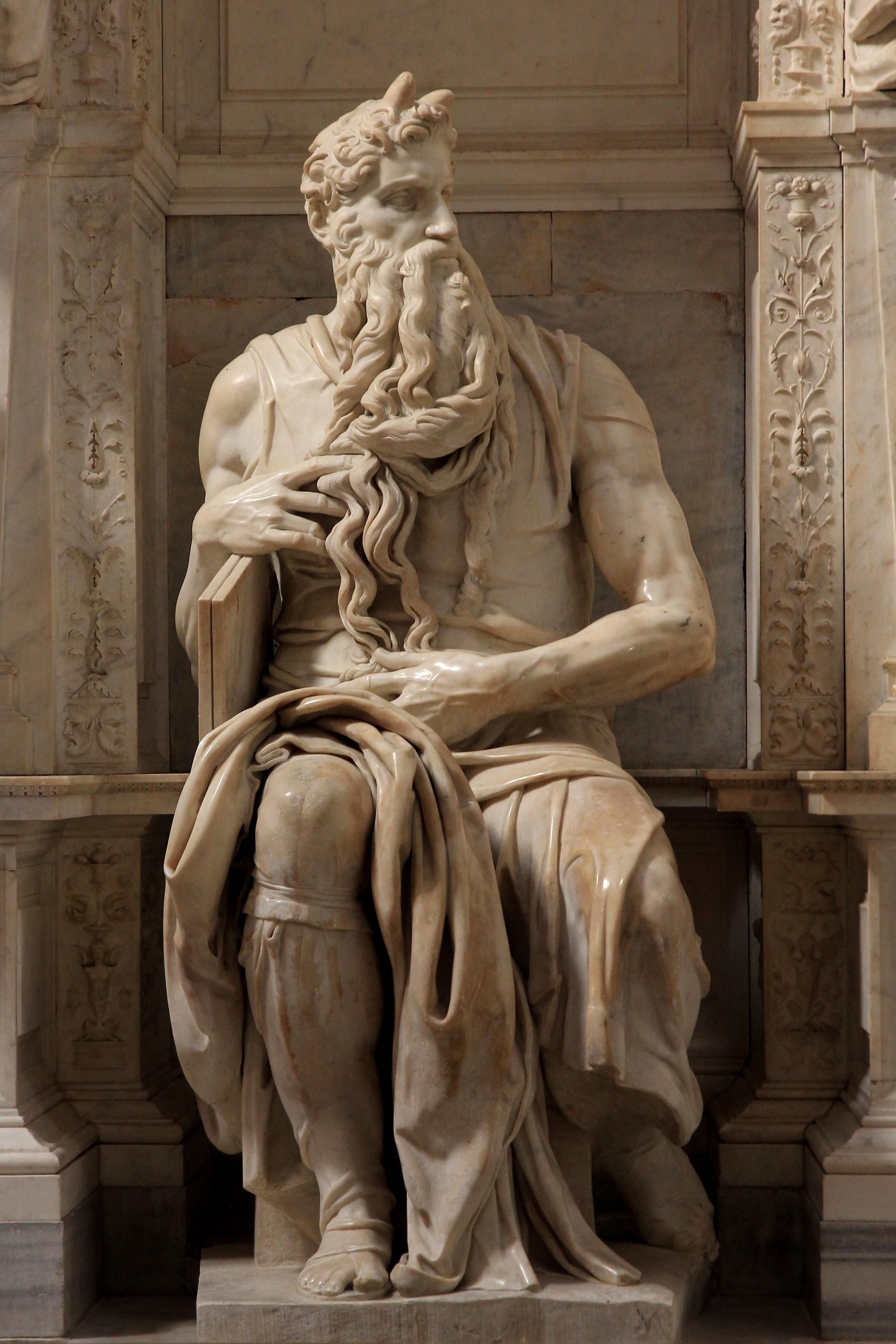
Michelangelo Buonarroti: Statue des Mose (1513–1515), Teil des Juliusgrabmals in San Pietro in Vincoli, Rom

Mose(s) (hebräisch מֹשֶׁה Mōše; altgriechisch Μωϋσῆς Mōysēs; arabisch مُوسَى Mūsā) ist die Zentralfigur in den Erzählungen des Pentateuchs. Nach biblischer Überlieferung führte der Prophet Mose (Dtn 34,10 ) als von Gott Beauftragter das Volk der Israeliten auf einer 40 Jahre währenden Wanderung aus der ägyptischen Sklaverei in das kanaanäische Land.
Bis in die Zeit der Aufklärung galt Mose als Verfasser der Bücher des Pentateuchs (die Bücher Genesis, Exodus, Levitikus, Numeri und Deuteronomium, wegen der angenommenen Verfasserschaft auch als 1. bis 5. Buch Mose bezeichnet) sowie des Psalms 90. Unabhängig von der Frage, ob Mose überhaupt als historische Persönlichkeit zu betrachten ist, schließt ihn die heutige Bibelwissenschaft als tatsächlichen Verfasser biblischer Bücher aus.

## Die Mosegeschichte

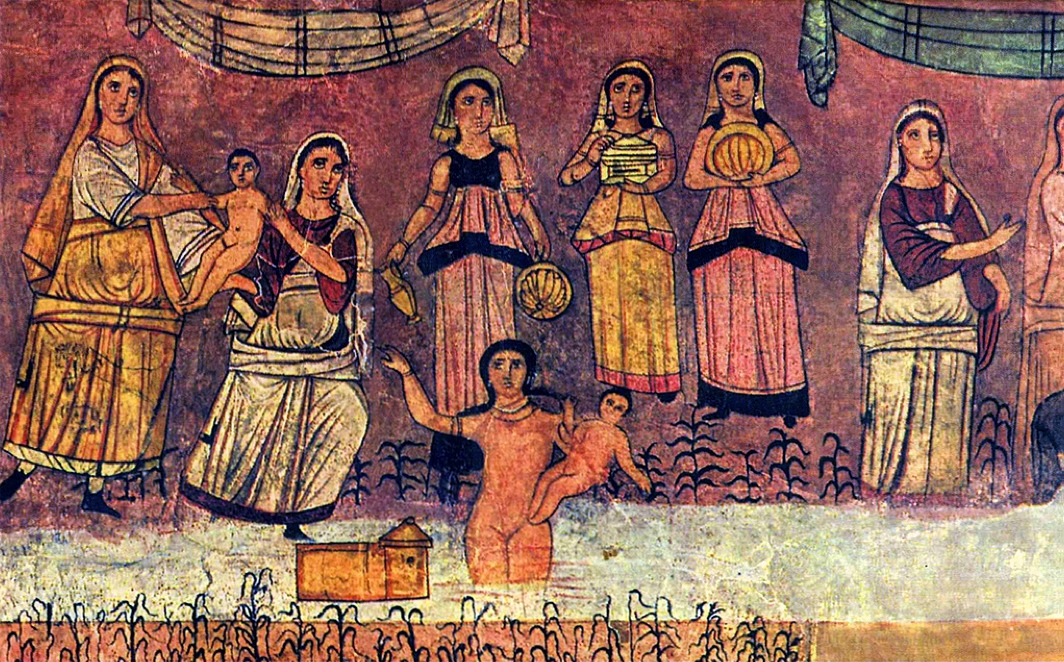
Auffindung des Mose (Wandmalerei aus der Synagoge von Dura Europos)

Die Erzählungen um Mose sind im Alten Testament eng mit den Traditionen des Auszugs aus Ägypten, der Gesetzgebung während der Wanderung durch die Wüste und des Aufenthalts der Israeliten in Kadesch-Barnea verbunden. Sie sind über weite Teile der Bücher Mose verstreut und gehören nach der traditionellen Urkundenhypothese verschiedenen Überlieferungsschichten an, die vorwiegend zwischen dem 10. und dem 6. Jahrhundert v. Chr. datiert werden.

### Geburt, Aussetzung und Errettung
|       |       |       |       |        |       |       |       |          |          |          |          | Terach   |          |         |         |         |         |         |         |         |         |       |       |       |       |      |      |      |      |
|       |       |       |       |        |       |       |       |          |          |          |          |          |          |         |         |         |         |         |         |         |         |       |       |       |       |      |      |      |      |
|       |       |       |       |        |       |       |       |          |          |          |          |          |          |         |         |         |         |         |         |         |         |       |       |       |       |      |      |      |      |
| Milka | Milka | Milka | Milka | Milka  | Milka |       |       | Nahor    | Nahor    | Nahor    | Nahor    | Nahor    | Nahor    |         |         | Abraham | Abraham | Abraham | Abraham | Abraham | Abraham |       |       | Sara  | Sara  | Sara | Sara | Sara | Sara |
| Milka | Milka | Milka | Milka | Milka  | Milka |       |       | Nahor    | Nahor    | Nahor    | Nahor    | Nahor    | Nahor    |         |         | Abraham | Abraham | Abraham | Abraham | Abraham | Abraham |       |       | Sara  | Sara  | Sara | Sara | Sara | Sara |
|       |       |       |       |        |       |       |       |          |          |          |          |          |          |         |         |         |         |         |         |         |         |       |       |       |       |      |      |      |      |
|       |       |       |       | Betuël |       |       |       |          |          |          |          |          |          |         |         |         |         |         |         |         |         |       |       |       |       |      |      |      |      |
|       |       |       |       |        |       |       |       |          |          |          |          |          |          |         |         |         |         |         |         |         |         |       |       |       |       |      |      |      |      |
|       |       |       |       |        |       |       |       |          |          |          |          |          |          |         |         |         |         |         |         |         |         |       |       |       |       |      |      |      |      |
|       |       |       |       | Laban  | Laban | Laban | Laban | Laban    | Laban    |          |          | Rebekka  | Rebekka  | Rebekka | Rebekka | Rebekka | Rebekka |         |         | Isaak   | Isaak   | Isaak | Isaak | Isaak | Isaak |      |      |      |      |
|       |       |       |       | Laban  | Laban | Laban | Laban | Laban    | Laban    |          |          | Rebekka  | Rebekka  | Rebekka | Rebekka | Rebekka | Rebekka |         |         | Isaak   | Isaak   | Isaak | Isaak | Isaak | Isaak |      |      |      |      |
|       |       |       |       |        |       |       |       |          |          |          |          |          |          |         |         |         |         |         |         |         |         |       |       |       |       |      |      |      |      |
|       |       |       |       |        |       |       |       |          |          |          |          |          |          |         |         |         |         |         |         |         |         |       |       |       |       |      |      |      |      |
|       |       |       |       |        |       |       |       | Lea      | Lea      | Lea      | Lea      | Lea      | Lea      |         |         | Jakob   | Jakob   | Jakob   | Jakob   | Jakob   | Jakob   |       |       |       |       |      |      |      |      |
|       |       |       |       |        |       |       |       | Lea      | Lea      | Lea      | Lea      | Lea      | Lea      |         |         | Jakob   | Jakob   | Jakob   | Jakob   | Jakob   | Jakob   |       |       |       |       |      |      |      |      |
|       |       |       |       |        |       |       |       |          |          |          |          |          |          |         |         |         |         |         |         |         |         |       |       |       |       |      |      |      |      |
|       |       |       |       |        |       |       |       |          |          |          |          | Levi     |          |         |         |         |         |         |         |         |         |       |       |       |       |      |      |      |      |
|       |       |       |       |        |       |       |       |          |          |          |          |          |          |         |         |         |         |         |         |         |         |       |       |       |       |      |      |      |      |
|       |       |       |       |        |       |       |       |          |          |          |          |          |          |         |         |         |         |         |         |         |         |       |       |       |       |      |      |      |      |
|       |       |       |       |        |       |       |       |          |          |          |          |          |          |         |         | Kehat   |         |         |         |         |         |       |       |       |       |      |      |      |      |
|       |       |       |       |        |       |       |       |          |          |          |          |          |          |         |         |         |         |         |         |         |         |       |       |       |       |      |      |      |      |
|       |       |       |       |        |       |       |       | Jochebed | Jochebed | Jochebed | Jochebed | Jochebed | Jochebed |         |         | Amram   | Amram   | Amram   | Amram   | Amram   | Amram   |       |       |       |       |      |      |      |      |
|       |       |       |       |        |       |       |       | Jochebed | Jochebed | Jochebed | Jochebed | Jochebed | Jochebed |         |         | Amram   | Amram   | Amram   | Amram   | Amram   | Amram   |       |       |       |       |      |      |      |      |
|       |       |       |       |        |       |       |       |          |          |          |          |          |          |         |         |         |         |         |         |         |         |       |       |       |       |      |      |      |      |
|       |       |       |       |        |       |       |       |          |          |          |          | Mose     |          |         |         |         |         |         |         |         |         |       |       |       |       |      |      |      |      |

Gen 22,23 ,

Gen 11,26 ,

Gen 20,12 ,

Gen 21,3 ,

Gen 25,21–26 ,

Gen 29,28–34 ,

Gen 46,11 ,

Num 26,58–59 ,

Ex 6,20 

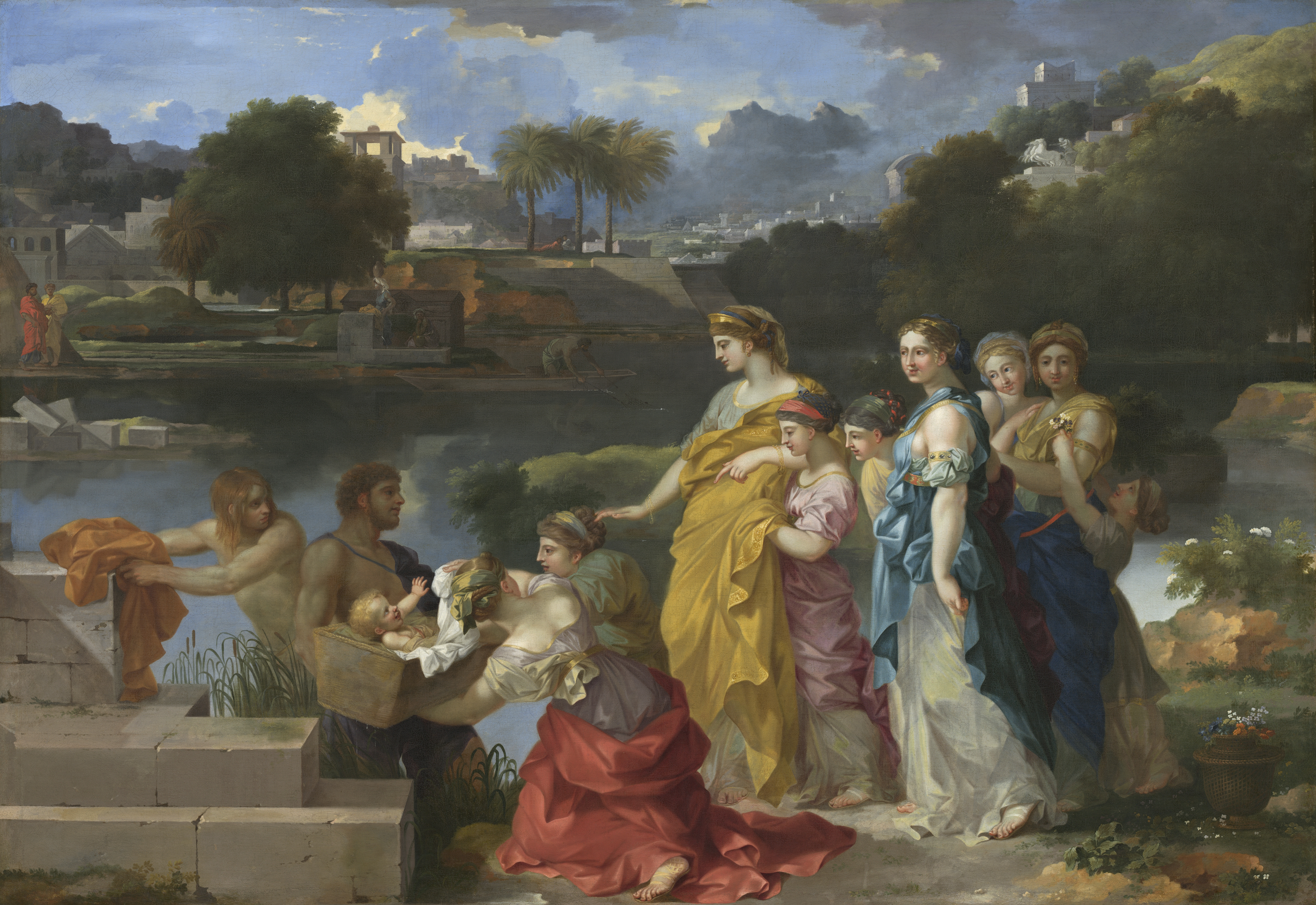
Sébastien Bourdon: Auffindung des Mose (um 1650; National Gallery of Art)

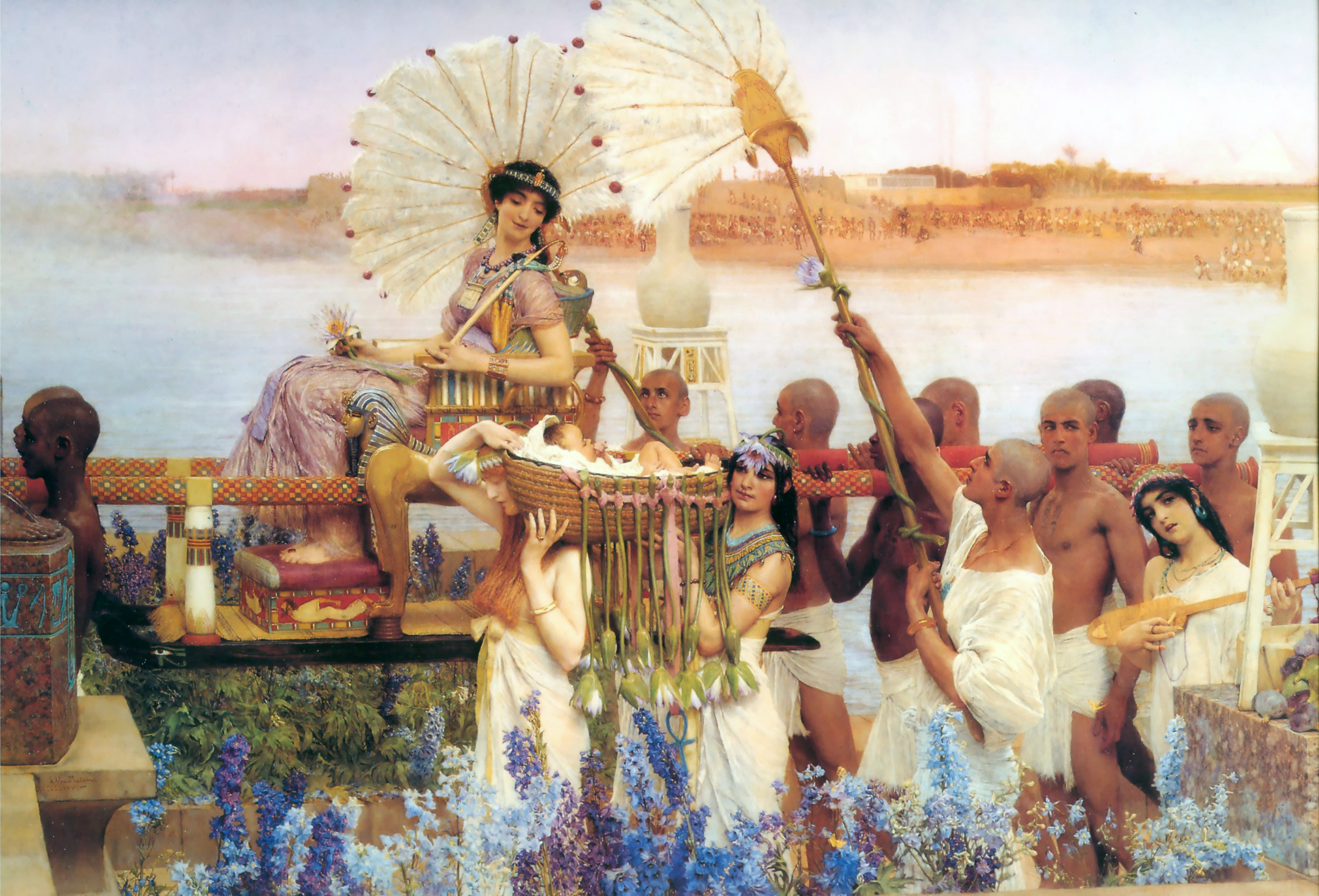
Lawrence Alma-Tadema: The finding of Mose (1904; Privatsammlung)

Die Erzählung der Geburt des Mose befindet sich in Ex 2,1–10 , der keine Personennamen enthält und Moses Eltern dem Stamm Levi zurechnet. Der Stammbaum des Mose wird in Ex 6,14–27  angegeben. Dieser Passus wird der priesterschriftlichen Redaktion zugerechnet und nennt Amram als Vater, dessen Tante Jochebed als Mutter und Aaron als Bruder des Mose (6,20; vgl. 4,14 ), die Schwester der beiden hieß Mirjam. Der Erzählung in Ex 2,1–10 zufolge sei Mose nach seiner Geburt am Ufer des Nils ausgesetzt worden, die Tochter des Pharao habe ihn gefunden und eine hebräische Frau – die leibliche Mutter des Kindes – als Amme bestellen lassen. Nach der Stillzeit habe die Tochter des Pharao das Kind als Sohn angenommen und ihm den Namen Mose gegeben. Die Tochter des Pharao trägt in der Bibel keinen Namen, in apokryphischen Schriften, Chroniken und Geschichtsschreibungen erhielt sie jedoch verschiedene Namen. Im Buch der Jubiläen und bei Flavius Josephus heißt sie Thermuthis, bei Artapanos von Alexandria Merris oder Maris (je nach Transliteration) und bei Michael dem Syrer wird sie Maris genannt.
Im biblischen Bericht von der Geburt des Mose ist das gleiche Motiv der Aussetzung und Errettung des „Heldenkindes“, „Königskindes“ oder jedenfalls „Schicksalskindes“ erkannt worden, das in allen Mythologien des Altertums mit je anderen Merkmalen vorkommt und dessen bekannteste Beispiele die Kindheitsgeschichten von Romulus und Remus, Ödipus, Sargon von Akkad und Kyros II. sind. Die Aussetzung des Kindes, die in diesen Mythen oft mit einem kultischen Vergehen oder mit einem Unheilsorakel in Verbindung steht, ist im Fall von Mose in den Rahmen der vom Pharao angeordneten Tötung der männlichen Kinder der Israeliten (Ex 1,15f. ) eingefügt und stellt einen Versuch dar, das Kind zu retten – wie es auch in anderen Legenden des antiken Nahen Ostens der Fall ist. Von einem Unheilsorakel in Verbindung mit der Geburt des Mose berichten jedoch das Targum Pseudo Jonathan und – davon wahrscheinlich abhängig – Flavius Josephus (Ant II, 205).
Von mehreren Exegeten ist die Auffassung vertreten worden, dass die aus neuassyrischen Texten (um das 8. Jahrhundert vor Chr.) bekannte Legende von Sargon von Akkad die Vorlage oder die „nächste Parallele“ von Ex 2,1–10 sei. Die Ähnlichkeiten sind vor allem darin gesehen worden, dass in beiden Fällen das Kind in einem wasserdichten Röhrichtkästchen im Fluss gefunden wird und dass der Retter es adoptiert (Zeilen 5–9):

„Meine Mutter, eine Hohepriesterin, wurde mit mir schwanger. Insgeheim gebar sie mich.
Sie legte mich in ein Schilfkästchen. Mit Bitumen dichtete sie meine Behausung ab.
Sie setzte mich am Fluß aus, der (mich) nicht überspülte.
Akki, der Wasserschöpfer, zog mich heraus, als er seinen Wassereimer eintauchte.
Akki, der Wasserschöpfer, zog mich als sein Adoptivkind groß.“

Andere Autoren haben Analogien mit einer aus späten Texten der griechisch-römischen Zeit bekannten Version der Horuslegende gesehen, nach der Horus gemäß dem Osirismythos durch seine Mutter Isis geschützt vor Seth in Chemmis aufgezogen wird, oder haben für eine frühe Entstehung des Kerns der Erzählung in ägyptischem Kontext plädiert, die ihren Niederschlag in der Verwendung von ägyptischen Wörtern in der Perikope der Geburt Moses – insbesondere in Ex 2,3  – und nicht in der Entlehnung von Motiven der ägyptischen Mythologie haben.

### Der Name Mose
Die in der Geburtserzählung vorgenommene volksetymologische Namensableitung, die sich auf die hebräische Wurzel mšh („ziehen“) bezieht, ist fehlerhaft. So versuchten antike Autoren den Namen Mose mit der altägyptischen Entsprechung mu-wedja („Wasser-unversehrt“) in Verbindung zu bringen. Aus historischer Sicht sind jene Hypothesen jedoch unbelegt.
Nach neueren Untersuchungen ist der Name Mose mit der altägyptischen Wurzel *mesi/mesa/mes („gebären“) verwandt, die in zahlreichen Personennamen oft in Verbindung mit einem Gottesnamen belegt ist, beispielsweise steht Ramses II. (Rˁ msj sw – Ra-mesi-su) für Ramses oder Ramose („Re ist der, der ihn geboren hat“ bzw. „der von Re geborene“), Thutmosis (Ḏḥwtj msj sw – Djehuti mes, „Thot ist der, der ihn geboren hat“). Dem ägyptischen Priester Manetho (3. Jhd. v. Chr.) zufolge wollte Mose seinen Personennamen absichtlich nicht mit dem Namen der verehrten Gottheit verbinden („der von [...] geborene“), damit der Gottesname aus Ehrfurcht nicht ausgesprochen werde.
Eines der Probleme, die sich aus dieser Erklärung ergeben, ist die masoretische Schreibung des Namens Mose mit dem Zischlaut š (Schin) statt s (Samech). Letzterer wird sonst für die Umschreibung des ägyptischen Lautes š im Tanach regelmäßig verwendet. Einige Autoren haben anhand dieser Schreibung, die unter anderem analog zu der keilschriftlichen Umschreibung von „Ramses“ ist, einen frühen „Eingang“ des Namens Mose in die hebräische Tradition vermutet. Nach anderen könnte aber die spätere Deutung nach dem hebräischen mšh („ziehen“) in Ex 2,10 für diese Schreibung Rechnung tragen.

### Flucht nach Midian und Sendung

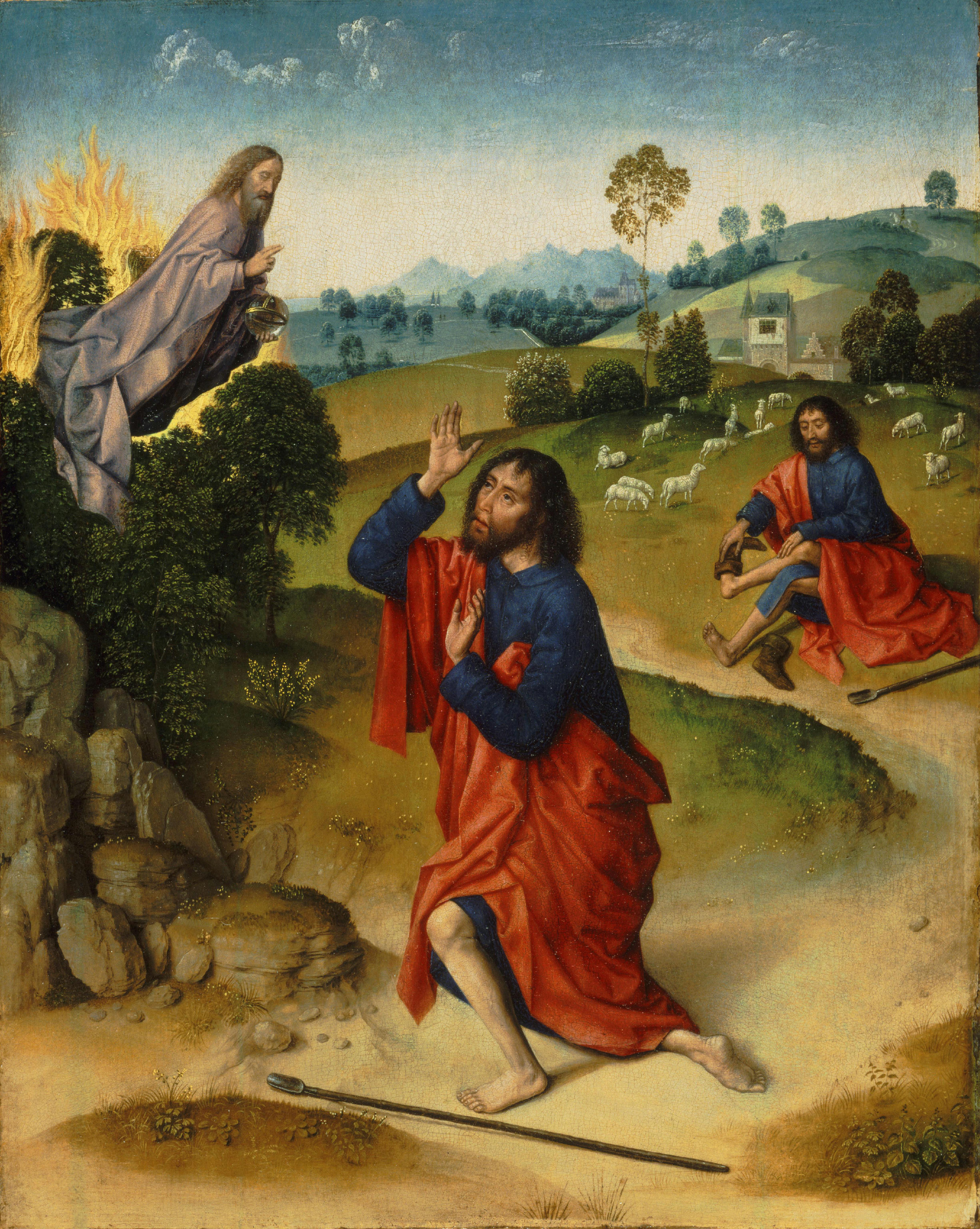
Dirk Bouts: Moses und der brennende Dornbusch (1450–1475)

In Ex 2,11–22  wird von der Flucht Moses nach Midian erzählt, die er ergriffen habe, nachdem er einen ägyptischen Aufseher getötet habe, weil dieser einen „Hebräer“ (er)schlug. Dort habe ihm „der Priester von Midian“, dessen Name Reguel nach 2,18  und Jitro nach 18,2  lautete, seine Tochter Zippora zur Frau gegeben.
Angeleitet von der Episode des brennenden Dornenbuschs im Berg Horeb, dem „Berg Gottes“, wird in Ex 3,1 –4,17  von der Offenbarung JHWHs an Mose und von dem ihm auferlegten Auftrag, nach Ägypten zurückzukehren und das Volk Israel von der Knechtschaft zu befreien, berichtet: JHWH habe sich im Horeb als „der Gott Abrahams, der Gott Isaaks und der Gott Jakobs“ zu erkennen gegeben (3,6 ) und Mose damit beauftragt, „die Ältesten Israels“ zu versammeln, um die Befreiung aus Ägypten und den Auszug in das „Land der Kanaaniter“ zu verkündigen (3,16f. ). Mose trat damit als Verkünder des Namens vom Gott JHWH auf. In der Vergangenheit hatte JHWH nie seinen Namen genannt (Ex 6,6 –Ex 6,8 ). Dem Pharao soll Mose die Aufforderung stellen, die „Hebräer“ drei Tage lang in der Wüste dem eigenen Gott opfern zu lassen.
Dieser erste Bericht von der Berufung wird als eine Mischung von jahwistischen und elohistischen Quellen betrachtet. Als Priesterschrift gelten die Wiederholungen der Offenbarung JHWHs und der Sendung des Mose, die losgelöst vom Gottesberg und Midian in Ex 6,2–13  und in 6,28 –7,7  enthalten sind.
Das Motiv der Flucht ins fremde Land und der verheißungsvollen Rückkehr hat in vielen Legenden des Nahen Ostens eine Entsprechung und wurde vielfach auch auf die Biographie etlicher historischer Persönlichkeiten des 2. und des 1. Jahrtausends angewandt (z. B. Hattusili, Assurhaddon, Nabonid u. a.). Eines der bekanntesten Beispiele, in dem enge Parallelen mit der Geschichte von Mose gesehen worden sind, ist die ägyptische Geschichte von Sinuhe, in der der Protagonist aus Furcht vor dem neuen Pharao in die Fremde flieht, bei Beduinen Gastfreundschaft findet, die Tochter eines syrischen Herrschers heiratet und abschließend nach Ägypten zurückkehrt.

### Auszug aus Ägypten und Wanderung durch die Wüste
Die Aufforderung des Mose, die Israeliten in die Wüste ziehen zu lassen, damit sie „ein Fest feiern können“, habe der Pharao abgelehnt, bis die letzte der wegen dieser Ablehnung über Ägypten gesandten Plagen – der Tod aller ägyptischen Erstgeborenen – gekommen sei (Ex 7,14 –11,10 ; 12,29–34 ). Der darauffolgende Bericht in Ex 12,37ff.  vom Aufbruch der Israeliten bricht mit der Ausführung der Vorschriften für das Passafest und anderer Gesetze (12,43 –13,16 ) ab und wird in 13,17ff.  wieder aufgenommen. Es folgen die Erzählungen des Meerwunders am Schilfmeer in Ex 14 , die die Wüstenwanderung (15,22 –18,27 ) einleiten; die Einsetzung durch Mose von „Richtern“ über die Stämme Israels (18,13-27 ) und – in 19 –40  – die vorwiegend aus der Priesterschrift stammenden Ausführungen um den Bundesschluss am Berg Sinai (24 ) mit der Erteilung der Zehn Gebote (20,1–21 ; vgl. Lev 19,1–37 ) und der sonstigen Auflistung der Gesetze.

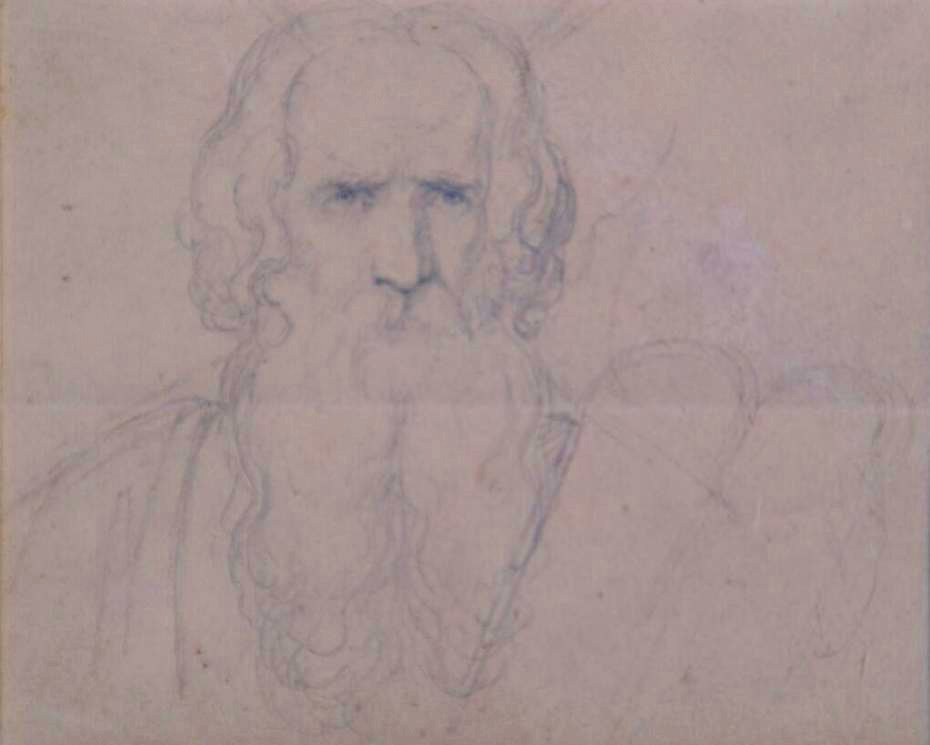
Mose und die Zehn Gebote, Bleistiftzeichnung von Carl Gottlieb Peschel auf Papier

Das Motiv des Rückfalls in den Götzendienst, der Unzufriedenheit der Israeliten und der Revolte gegen die Autorität des Mose, taucht in mehreren Episoden innerhalb der Erzählungen vom Auszug aus Ägypten, der Wanderung durch die Wüste und dem Aufenthalt in Kadesch-Barnea auf, so in den Episoden der Teilung des Roten Meeres (Ex 14,10–14 ), der Wasserwunder (15,22–26 ; 17,1–7  und Num 20,1–13 ), der Wachteln und des Manna (Ex 16 ), in denen Notlage und Unzufriedenheit durch wundersame Ereignisse und Handlungen überwunden werden. Eine der bekanntesten dieser Begebenheiten ist die Geschichte des goldenen Kalbs (Ex 32,1–6;15–29 ): Auf Druck des Volkes hin und Aarons Anweisung haben die Israeliten allerhand Schmuck und Gold geschmolzen und sich ein goldenes Kalb als göttliches Bild erschaffen. Als Strafe für diese Tat habe Mose befohlen, diejenigen, die JHWH untreu gewesen waren, zu töten. Dieser Befehl sei von den Leviten vollzogen worden, die dabei um die 3000 Mann erschlagen hätten (32,25–28 ). Von einer weiteren Rebellion gegen Mose wird in Num 16,35  berichtet. Demnach hätten sich 250 Leviten unter der Führung Korachs, Datans und Abirams gegen Mose aufgelehnt und seien dafür mit dem Tod bestraft worden (Num 16,35 ). Auch Moses Schwester Mirjam habe ihre Anzweifelung der Autorität Moses durch göttliche Bestrafung mit Aussatz büßen müssen, bevor sie reuig wieder davon genesen sei (Num 12 ).

### Der Tod des Mose
Nach Dtn 34  sei Mose mit 120 Jahren auf dem Berg Nebo im Ostjordanland gestorben, nachdem er von diesem Berg aus das Land jenseits des Jordans erblickt hatte: In dieses Land habe er wie alle anderen Israeliten seiner Generation nicht eintreten dürfen (vgl. Num 14 ; 20,12 ; Dtn 4,21f. ). Mose sei „gegenüber Bet-Pegor“ an einem unbekannten Ort beigesetzt worden.
Der Theologe und Archäologe Ernst Sellin stellte Anfang des 20. Jahrhunderts die These auf, Mose sei als „Märtyrer“ von den Israeliten getötet worden. Im späteren 20. Jahrhundert hat die These eines kollektiven Mordes an Mose vereinzelt bei Autoren wie Sigmund Freud (vgl. unten: Mose und der Ursprung der Religion bei Sigmund Freud) und René Girard ein Echo gefunden. Von einem durch Josua und Kaleb vollbrachten Mord an Mose war auch J. W. Goethe in einer frühen Schrift ausgegangen.
Nach Auffassung Sellins sei bei den Propheten eine – hauptsächlich bei Hosea, Deuterojesaja und Deuterosacharja zu entnehmen, aber auch bei allen anderen Propheten wahrnehmbar – „Mosetradition“ lebendig gewesen, die weitgehend unabhängig von der deuteronomischen und priesterschriftlichen Überlieferungen des Pentateuch war und im Wesentlichen mit den ältesten der jahwistischen und elohistischen Quellen übereinstimmte. Diese Tradition sei größtenteils von der Verwerfung des blutigen Opferkults und von dem Verständnis der Gottesgebote als Gebote der Liebe und des Rechts geprägt gewesen. Ein beständiger Teil dieser Mosetradition sei ferner der Märtyrertod des Mose gewesen. Sellin stützte seine These des Märtyrertods auf eine Reihe von Anspielungen, die er den Büchern der Propheten entnommen hatte.
Ausschlaggebend war für ihn die eigene Auslegung einiger Stellen bei Hosea (5,1 ; 9,7–14  und 12,14 –13,1 ), die nach Sellin auf die Episode von Schittim in Num 25  anspielen, in der Mose befohlen haben soll, diejenigen Israeliten zu pfählen, die zu dem Götzendienst für Baal Peor abgefallen waren. In Num 25 ist von einer Ausführung dieses Befehls nicht die Rede, sondern von einer „Plage“, die 24.000 Mann das Leben kostete. Diese „Plage“ sei durch die Tötung eines Mannes beendet worden, der sich in sein Zelt zusammen mit „der Midianiterin“ begeben hatte. Für Sellin war das der verstümmelte und unkenntlich gemachte Bericht der Tötung des Mose: In Schittim – aber die Episode hätte auch in Kadesch-Barnea beheimatet gewesen sein können – sei Mose als Schuldopfer für die Sünden des Volkes getötet worden.
Sellin zufolge waren auch die in Deuterojesaja enthaltenen Lieder vom leidenden Gottesknecht (Jes 42,1–10 ; 49,1–13 ; 50,4–9  und 52,13 –53,12 ) vom individuellen Schicksal Moses inspiriert, selbst wenn diese Stücke nicht auf die Anspielungen auf den Märtyrertod des Mose zu reduzieren waren. Ebenfalls als Anspielungen auf die Tötung Moses legte Sellin einige Passagen im 2. Teil des Buchs Sacharja aus: das sogenannte „Hirtenbüchlein“ in Sach 11,4–17  (vgl. Jes 63,11 ), das „Schwerterlied“ in 13,7ff.  und die Klage in 12,10 .

## Mose in der hellenistischen Geschichtsschreibung
Etliche Autoren der griechisch-römischen Antike erwähnen Mose in Verbindung mit dem Auszug aus Ägypten (vgl. → Auszug aus Ägypten). In fast allen dieser Texte kommen die Motive der Pest bzw. der Vertreibung von „Aussätzigen“ (Juden oder Ägypter) vor: Diese wählen Mose als ihr Oberhaupt, der ihnen eine neue Religion gab und sie ins kanaanäische Land führte. Dabei handelt es sich fast immer um verleumderische Erzählungen, in denen mit wenigen Ausnahmen – wie zum Beispiel bei Hekataios von Abdera und Strabo – die neue Religion Moses als Gottlosigkeit, Umkehrung der „richtigen“ Religion oder gar als Lehre des Hasses beschrieben wird. Die Regelmäßigkeit, mit der diese Motive in den griechischen und römischen Dokumenten der Geschichtsschreibung auftauchen, hat zwar die Vermutung nahegelegt, dass diesen Texten nicht immer unabhängige Überlieferungen zugrunde liegen. Nach manchen Interpreten ist dennoch offenkundig, dass viele dieser Erzählungen auf sehr alte, mündlich tradierte Legenden zurückgreifen.
Die Darstellung der Person des Mose weist in diesen Berichten einige Abweichungen auf. Die vermeintliche Erwähnung des Mose als altägyptischer Priester aus Heliopolis in den Aegyptiaca von Manetho wurde erst nachträglich ergänzt und ist nicht Manethos verschollenem Originalwerk zuzurechnen. Bei zahlreichen anderen Autoren, die nur den Namen Mose angeben, gilt er als Ägypter. Nach Chairemon war er ein Schriftgelehrter, und sein ägyptischer Name sei Tisithen gewesen. In Pompeius Trogus’ Historiæ Philippicæ kommt Mose als Sohn des Joseph vor und soll die ägyptischen Kultobjekte gestohlen haben. Nach Tacitus sei er einfach einer der Vertriebenen gewesen.
Von jüdischen Autoren wurden zusätzliche Episoden aus dem Leben des Mose überliefert. So berichteten Flavius Josephus und Artapanos von einem Krieg, den Mose gegen die Äthiopier geführt habe. Josephus berichtet, dass der kurze Krieg mit der Heirat zwischen Mose und der Tochter des äthiopischen Königs beendet worden sei (Ant II, 251–253), während Artapanos von einem zehnjährigen Krieg berichtet, im Zuge dessen Mose die Stadt Hermopolis gegründet, den Ibis geheiligt und den Äthiopiern die Beschneidung beigebracht haben soll. Diese Überlieferung scheint unabhängig von der Notiz der kuschitischen Frau des Mose zu sein, die in Num 12,1  erwähnt wird.

## Die Fragestellung um die Figur des Mose

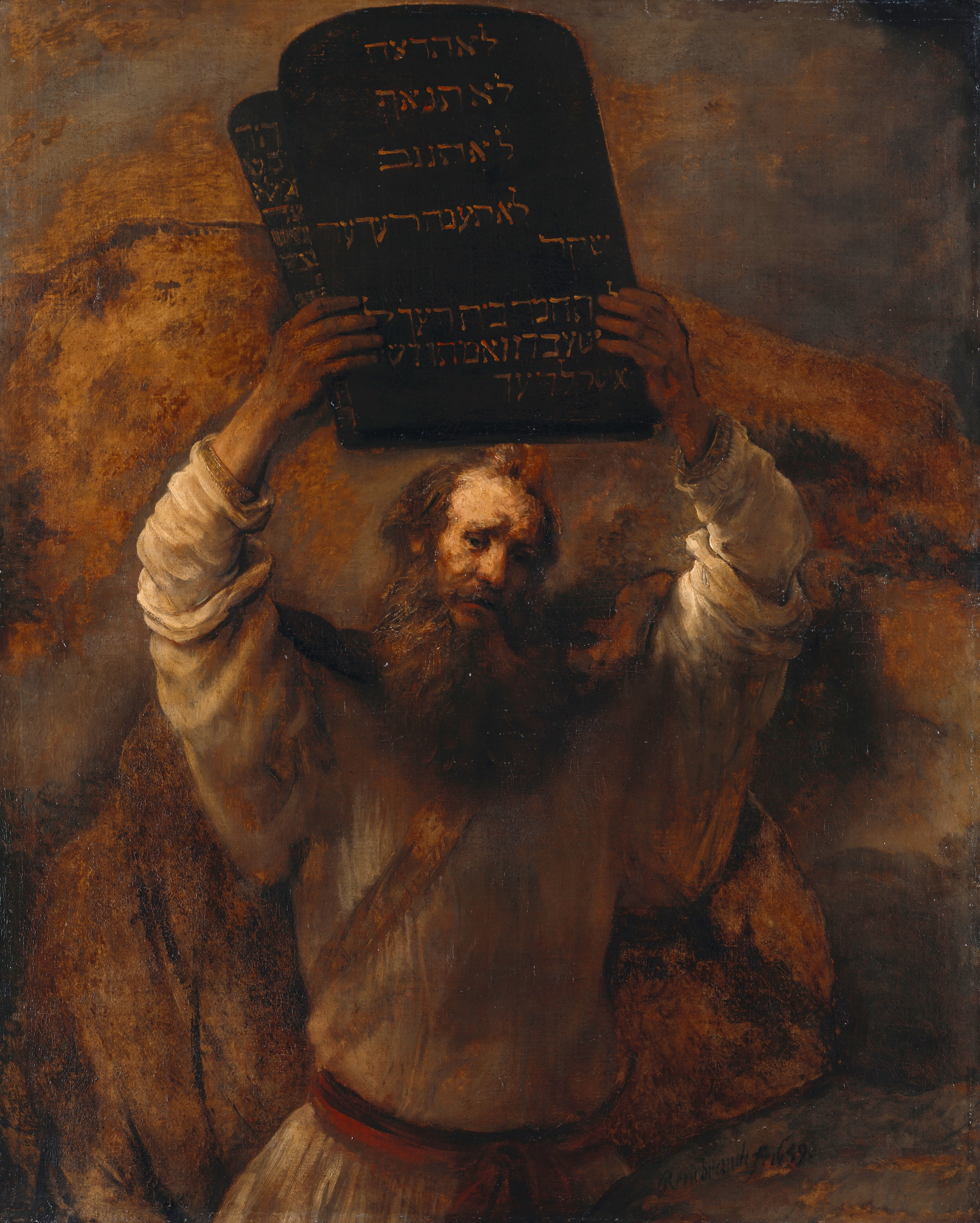
Rembrandt van Rijn: Moses zerbricht die Gesetzestafeln (1659; Gemäldegalerie, Berlin)

Die Deutung der Figur des Mose und die Versuche, sie historisch zu verorten, haben über die letzten Jahrhunderte nicht nur Exegeten beschäftigt, sondern auch Historiker, Literaten, Philosophen, Ägyptologen usw. Im 20. Jahrhundert haben Exegeten und vor allem Bibelhistoriker vorwiegend die Funktion und die Rolle des Mose in der Entstehung Israels und seiner Religion in den Mittelpunkt der Fragestellung gerückt. Dagegen ist ein Verständnis des Mose als „mythologisches Konstrukt“ von führenden Alttestamentlern wie Harrison weitgehend aufgegeben worden. Eine solche Auffassung war seit der Aufklärung noch bis zum Anfang des 20. Jahrhunderts durch Autoren wie de Wette, Winckler, Jensen vertreten worden.

### Über die Rolle des Mose
In der neueren historischen Forschung wurde Mose vorwiegend als Volks- oder Religionsgründer, als Gesetzgeber oder Reformator aufgefasst. Für Martin Noth war jedoch das Verständnis des Mose als Gesetzgeber und Religionsstifter an die „deuteronomisch-deuteronomistische Literatur“ gebunden, und zwar hauptsächlich an die Episode des Bundesschlusses am Sinai. Die Erzählungen des Pentateuch seien das Ergebnis einer nachträglichen „Angleichung“, die unter anderem die Figur des Mose in alle Episoden vom Auszug aus Ägypten bis zur Ankunft in Palästina mitaufgenommen habe – auch in Erzählstoffe also, die ursprünglich nichts mit Mose zu tun hatten. Somit sei mit Bezug auf den historischen Gehalt keine der im Pentateuch enthaltenen Episoden besonders hervorzuheben. Noth zufolge sei jedoch die Notiz von dem jenseits des Jordans gelegenen Grab des Mose (Dtn 34,5.6a.8 ) diejenige, die am ehesten einen historischen Kern besitze: Demzufolge gehöre Mose „in den Zusammenhang der Vorbereitung der Landnahme der mittelpalästinischen Stämme“ hinein. Die Päpstliche Bibelkommission bekräftigte 1906 die traditionelle Auffassung, dass Mose den ganzen Pentateuch verfasst habe. Er habe das Werk nicht unbedingt eigenhändig niedergeschrieben oder diktiert, aber das Werk der Schreiber gebilligt (De mosaica authentia Pentateuchi).

### Mose und der Ursprung der Religion bei Sigmund Freud
In seinem letzten Werk Der Mann Moses und die monotheistische Religion (1939) stellte Sigmund Freud neben der These, Mose sei ein Ägypter gewesen, weitreichende Hypothesen über den Ursprung des „jüdischen“ Monotheismus und das Wesen des Judentums auf. Die in diesem Buch vorgeführten Überlegungen wurden von Freud selbst als „Konstrukt“ bezeichnet. Sie basierten aber auf dem damals neuesten Stand der ägyptologischen (James H. Breasted u. a.) und der alttestamentlichen Forschung (Eduard Meyer, Ernst Sellin u. a.). Mose wird als Ägypter dargestellt, vielleicht Statthalter des Distrikts Gosen im Nildelta, aber jedenfalls als Anhänger Echnatons (um 1350 v. Chr.). Als solcher habe er nach dem Scheitern von dessen Reform die monotheistische Atonreligion den „Juden“ auferlegt und sie aus Ägypten geführt. Dies erkläre die Bildlosigkeit, die Geistigkeit und die Ideale der Gerechtigkeit, welche die spätere (nachexilische) Religion Israels prägten, sowie die Auffassung, von Gott auserwählt und den anderen Völkern überlegen zu sein. Dabei handle es sich um Hauptmerkmale des Judentums, welche spätere antijüdische Vorstellungen mitverursacht hätten.
Freud zufolge wurde Mose von den Israeliten ermordet. Dieser Mord sei der Gründungsakt der nachfolgenden religiösen und gesellschaftlichen Ordnung. Diese These wiederholt den bereits in Totem und Tabu formulierten „Vatermord“ als Entwicklungsmoment der Religion. Die Vollstreckung dieses Mords habe „Zwangscharakter“ gehabt. Nach der Ermordung des Mose habe allmählich die israelitische Religion die wesentlichen Merkmale der anderen kanaanäischen Religionen übernommen. Erst einige Jahrhunderte später sei die „Mosereligion“ die Religion Israels geworden, und zwar durch das Wirken der Propheten. Analog zu den Vorgängen der individuellen Psychologie habe dabei zuerst eine Verdrängung stattgefunden, die ihren unbewussten Ausdruck im Schuldgefühl und in der Thematisierung der israelischen Geschichte als zeitlicher Folge von Bestrafungen durch Gott gehabt habe. Später in der Geschichte habe sich langsam die „Wiederkehr des Verdrängten“ vollzogen, indem sich die „Vaterreligion“ etablierte.

### Mose als Figur der Geschichte
Zahlreiche Historiker und Ägyptologen haben versucht, Mose mit aus ägyptischen Quellen bekannten Figuren zu identifizieren. Einer der Vorschläge, der große Resonanz hatte, ist die auf Ernst Axel Knauf zurückgehende Gleichsetzung des Mose mit Bay (auch Beja oder Baja), einem Würdenträger der 19. Dynastie, der unter Sethos II. (um 1200 v. Chr.) amtierte und bei der Inthronisation von dessen Nachfolger Siptah eine wichtige Rolle gespielt haben soll. Sein Titel ist als „Großer Schatzmeister des ganzen Landes“ überliefert, und er soll unter Sethos auch die Funktion des Kanzlers ausgeübt haben. Nach den Interpreten könne der Name B3-jj, „By“ oder „Beja“ ein semitischer Name sein, wahrscheinlich eine Zusammensetzung mit dem Gottesnamen Ja(hwe), dessen Form be-ja („in JHWH (ist mein Trost)“, De Moor) oder ein Analogon des hebräischen Personennamens אֲבִיָּה (abī-ja, „JHWH (ist) mein Vater“) gewesen sein könnte. Neben diesem Namen soll Beja auch einen Hofnamen getragen haben, dessen erster Teil „Ramses“ war (Rˁw-msj-sw-hˁ-m-ntrw). Dieser Beja ist ferner mit dem in der Stele von Elephantine als „Irsu“ – vielleicht ein Spottname – genannten Anführer der Asiaten identifiziert worden, die in der Zeit von Ramses III. gegen die ägyptische Herrschaft einen Aufstand versuchten und aus dem Land vertrieben wurden. Die Entsprechungen der Notizen über Beja-Ramses-Irsu mit den Moseüberlieferungen seien in einigen Texten des Exodus zu suchen, die Mose als „groß im Land Ägypten“ angeben (Ex 11,3b ) und von einer „Plünderung“ der Ägypter von Seiten der ausziehenden Israeliten berichten (Ex 12,35.36b ).
Als Persönlichkeit der ägyptischen Geschichte, die die biblische Beschreibung des Mose beeinflusst haben kann, ist ein „königlicher Butler“ oder „erster Truchsess des Königs“ semitischer Herkunft in Erwägung gezogen worden, der in Dokumenten aus der Zeit von Ramses II. und Ramses III. mit dem ägyptischen Namen Ramsesemperre (Rˁw-msj-sw-m-pr-Rˁ, „Ramses im Haus des Ra“) vorkommt und hauptsächlich diplomatische Funktionen gehabt haben soll. Von ihm werden auch Baschan als Herkunftsort, Jwpʿ als Vatersname, und die Bezeichnung Bn-’zn überliefert, die als „Sohn der Gehorsamkeit“ als Ehrentitel oder als Bezeichnung einer Stammesangehörigkeit interpretiert worden ist. Als Diplomat soll Ramsesemperre die ägyptischen Interessen gegenüber den Schasu oder in deren Stammesgebieten vertreten haben.
Der Ägyptologe Rolf Krauss stellte die Hypothese auf, die biblische Mosegeschichte könnte nach dem Vorbild der Geschichte von Amenmesse um 450 v. Chr. verfasst sein. Amenmesse (13. Jahrhundert v. Chr.) sei ein Sohn des Pharao Merenptah, für den er einen Krieg gegen Aufständische führte, und identisch mit dem Vizekönig von Kusch (Kurzname: Mase-saja – vollständiger Name: Amun-masesa). Seine Biographie weise weitestgehende Übereinstimmungen zu der Biographie Moses auf.
Kontrovers diskutiert wird die von Jan Assmann und Donald B. Redford vertretene These, die die biblische Exoduserzählung mit der archäologisch nachweisbaren Herrschaft von Pharao Ahmose I. [Jˁḥ ms(j.w)]  in Verbindung bringt. In der Tat existieren Ähnlichkeiten zwischen dem Exodus und der archäologisch belegten Vertreibung der Hyksos aus Ägypten durch Pharao Ahmose I. Während der Regierungszeit Ahmoses I. ereignete sich eine Naturkatastrophe, die auf der Unwetterstele beschrieben wird. Die Beschreibung dieser Naturkatastrophe erinnert stark an die Beschreibung der biblischen zehn Plagen. Das Papyrus Ipuwer enthält eine weitere Beschreibung dieser Naturkatastrophe, es gibt aber in der ägyptischen Chronologie Ungereimtheiten in der Datierung, die Unwetterstele wird etwa 100 Jahre später datiert als das Papyrus Ipuwer.

## Der gehörnte Mose

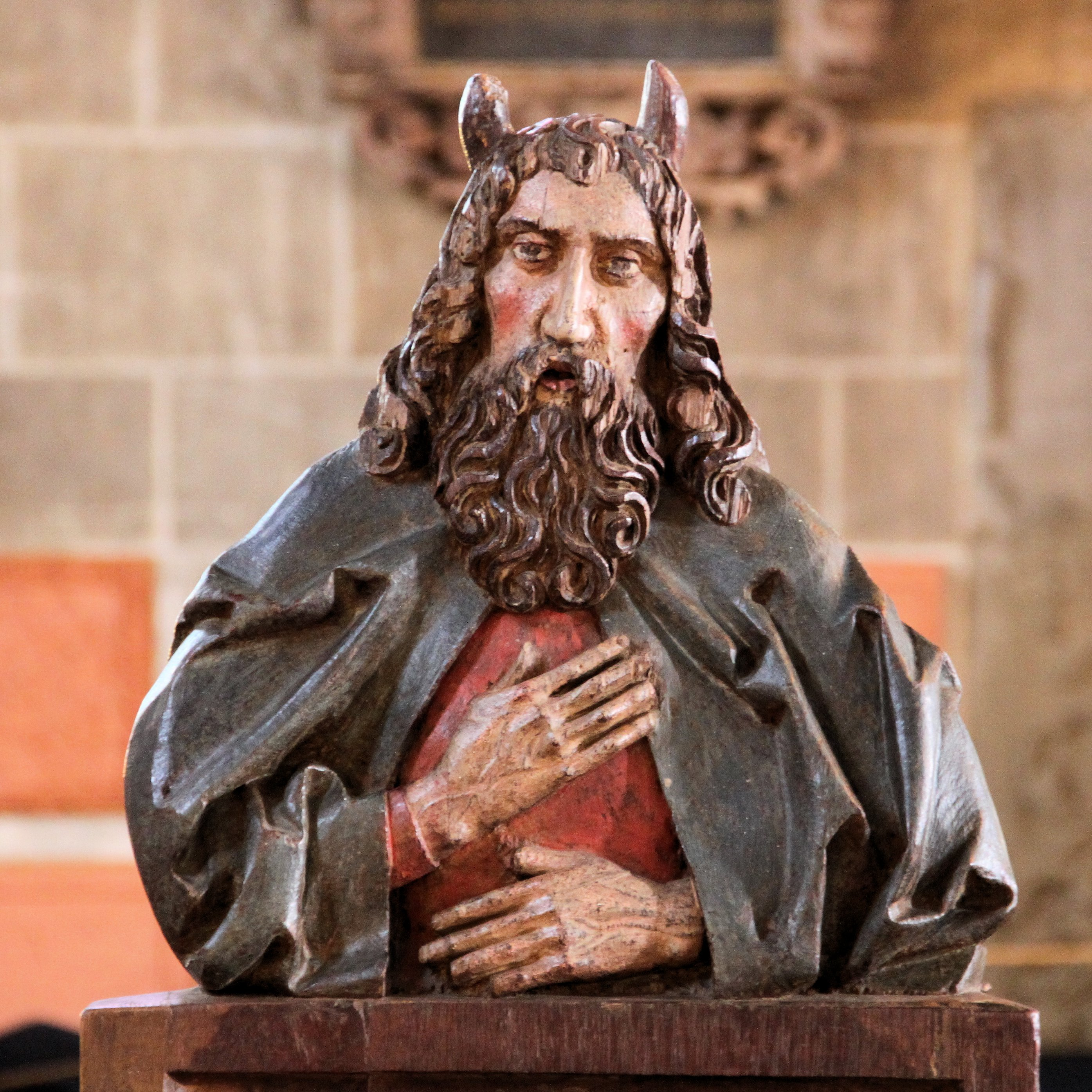
Darstellung des gehörnten Mose (Stiftskirche zu St. Georg, Tübingen)

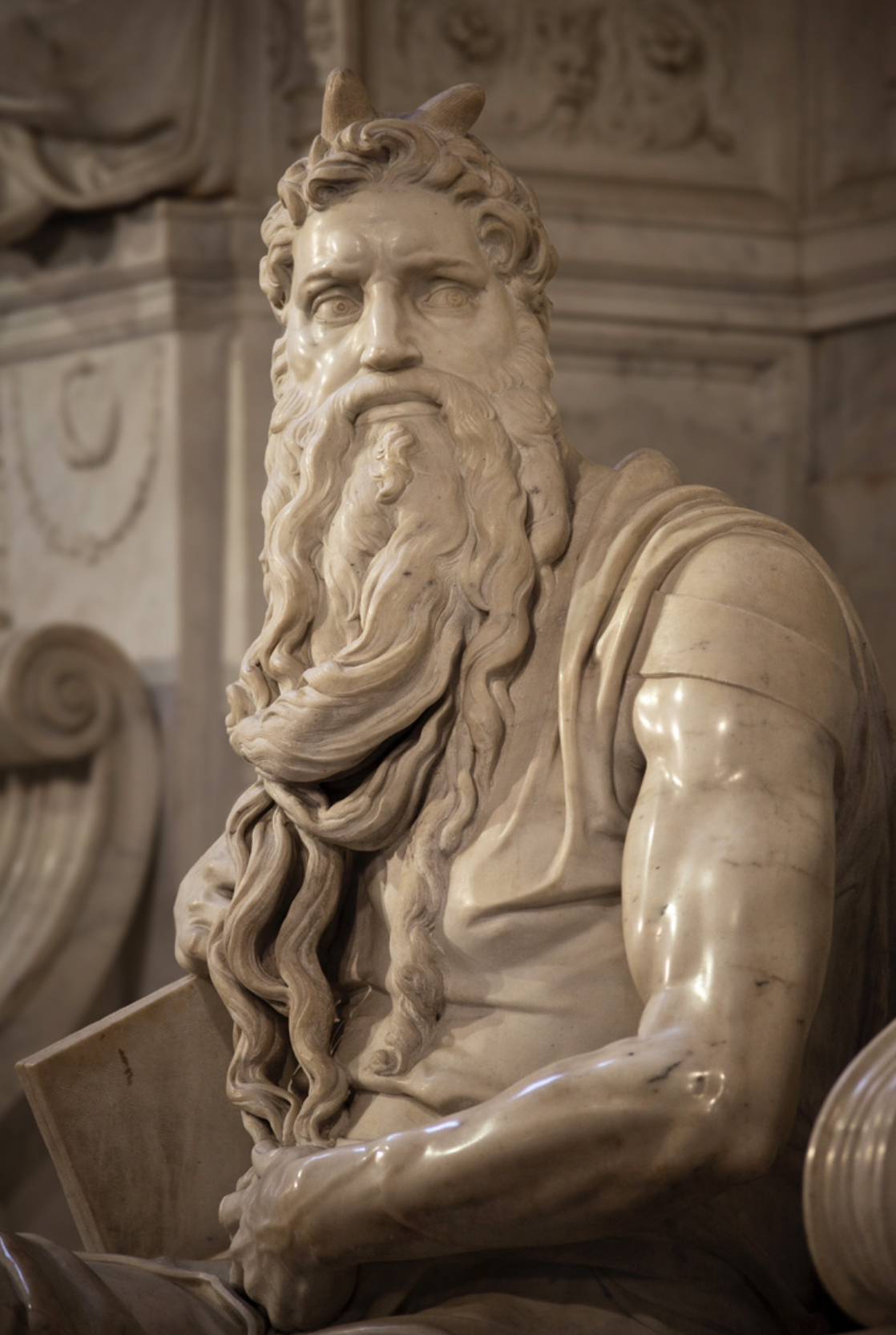
Gehörnter Mose von Michelangelo (Kirche San Pietro in Vincoli, Rom)

Im masoretischen Text von Ex 34,29  wird von Mose geschrieben:
כִּי קָרַן עוֹר פָּנָיו,
was in fast allen Übersetzungen – mit der Ausnahme der Vulgata und der Aquila-Version – sinngemäß mit „dass sein Antlitz strahlte“ übersetzt wird. Dieses Strahlen als Zeichen des göttlichen Glanzes flößte den Israeliten Furcht ein (Ex 34,30 ). Mose legte nach seiner Rede einen Schleier über sein Gesicht. Er legte den Schleier ab, wenn er mit Gott sprach; er verschleierte sein Gesicht, wenn er zu den Israeliten sprach und sie das Strahlen bemerkten (Ex 34,33–35 ).
Die Darstellung des Mose mit Hörnern in manchen älteren christlichen Kunstwerken der Westkirche (z. B. die Skulptur von Michelangelo in San Pietro in Vincoli) geht auf die extrem wörtliche griechische Übersetzung des hebräischen Verbs קָרַן qāran durch Aquila zurück. Dieses Hapaxlegomenon muss mit dem Substantiv hebräisch קרן qeren „Horn“ zu tun haben, also übersetzte Aquila im Griechischen entsprechend, und Hieronymus, der hier von Aquila abhängig ist, wählte in der lateinischen Bibelübersetzung (Vulgata) facies cornuta („gehörntes Gesicht“). Eine Verwechslung von cornuta („gehörnt“) und coronata („bekränzt, gekrönt“), wie manchmal zu lesen ist, war das nicht. Aus Hab 3,4  geht aber hervor, dass hebräisch קרן qeren neben der Grundbedeutung „Horn“ auch „Strahlenbündel“ bedeuten kann, so dass man für das Verb קָרַן qāran auf die sinnvolle Übersetzung „strahlen, numinosen Strahlenglanz verbreiten“ kommt. Das ist auch die Übersetzung der Septuaginta: „… bei seinem Abstieg vom Berg aber wusste Mose nicht, dass die Hautfarbe seines Angesichts einen glänzenden Ausdruck angenommen hatte.“

## Mose in den abrahamitischen Religionen

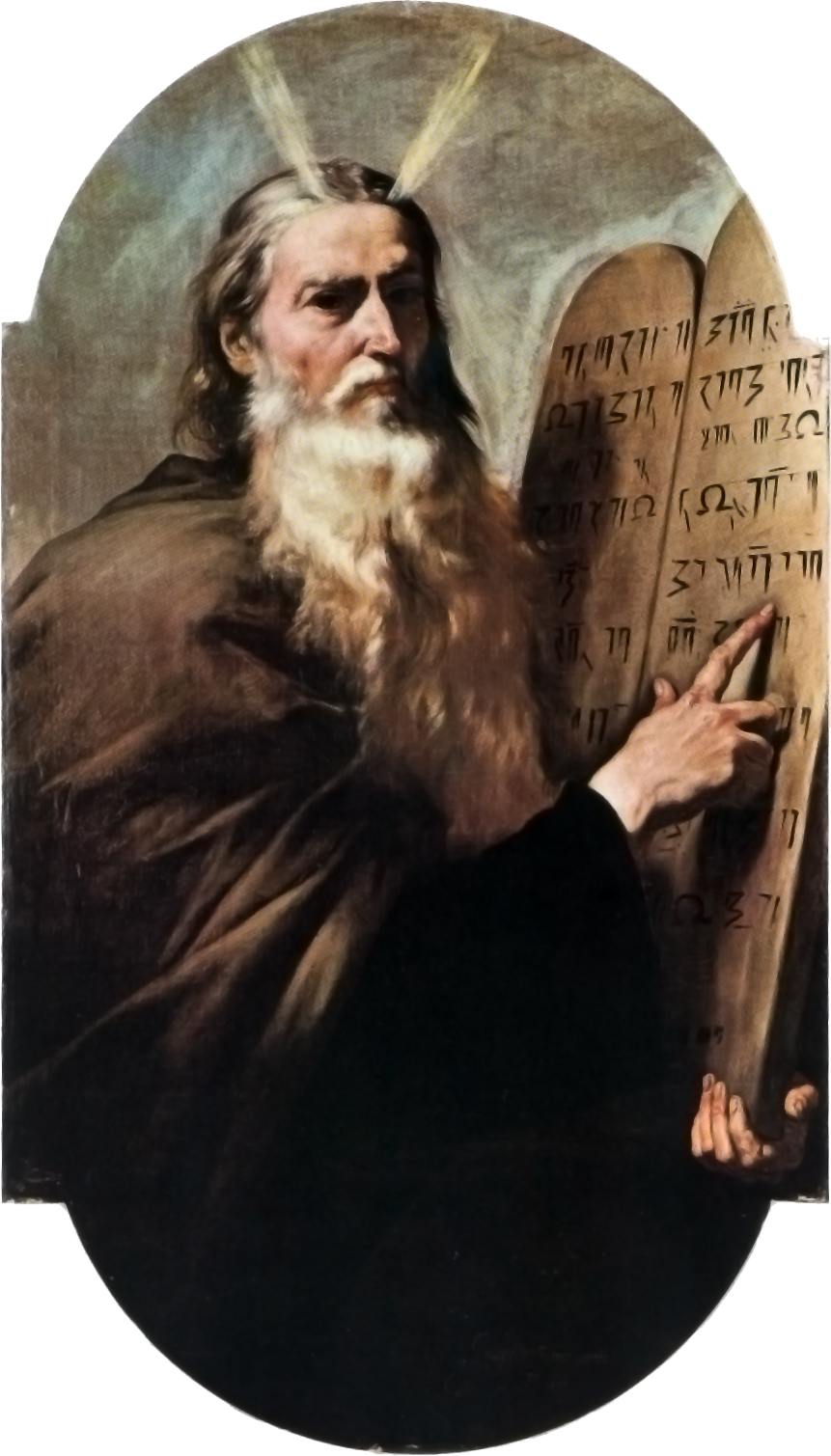
José de Ribera: Moses mit den Gesetzestafeln (1638)

Ausgehend von den verschiedenen Darstellungen im Alten Testament hat das Bild des Mose ein lang andauerndes Echo in den aus dem Tanach hervorgegangenen oder von ihr beeinflussten Religionen – sowie in der theologischen Reflexion innerhalb derselben – gefunden. Eine bedeutende Rolle spielt dabei die Verheißung des Mose, die Israel einen Propheten ankündigt (Dtn 18,15 ): „Einen Propheten wie mich wird dir der HERR, dein Gott, aus deiner Mitte, unter deinen Brüdern, erstehen lassen. Auf ihn sollt ihr hören.“ Zuvor hatte Mose diese Verheißung selbst empfangen (Dtn 18,18 ).

### Im Alten Testament

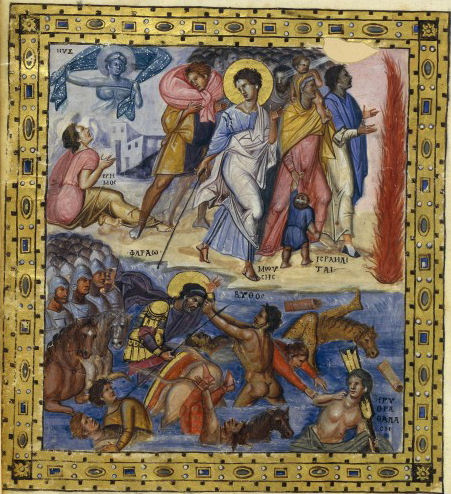
Pariser Psalter: Durchquerung des Roten Meers (Buchillustration, zehntes Jahrhundert)

Mose wird im Tanach insgesamt 767 Mal erwähnt, größtenteils im Rahmen der Überlieferungen von dem Auszug aus Ägypten und der Wüstenwanderung (647 Mal in den Büchern 2. bis 5. Mose), und 80 Mal im Neuen Testament. Das Bündel von Themen, die die biblische Tradition mit Mose verbindet, hat seine Schwerpunkte in der Tradition des Mose als direkter Empfänger der Offenbarung Gottes, als Befreier des israelitischen Volkes aus der Sklaverei und Führer auf seiner Wanderung ins verheißene Land, als Prophet und Heilsfigur und als Vermittler der Worte Gottes und des Gesetzes.
Die Erwähnungen des Mose im 1./2. Buch der Könige, Esra-Nehemia und 1./2. Buch der Chronik lassen sich meist damit erklären, dass es um die „Tora des Mose“ oder das „Buch des Mose“ geht. Interessanter ist die Bezugnahme auf Mose im Buch der Psalmen. Das vierte Psalmenbuch, wo sich die Belege gehäuft finden, wird von Psalm 90 eröffnet, der durch die Überschrift als „Gebet des Mose“ bezeichnet wird. Da zwischen den Psalmen 89 und 90 eine tiefe Zäsur besteht, hat dieser Neueinsatz mit Nennung des Mose zusätzlich Gewicht. Die folgenden Psalmen bis einschließlich Psalm 100 haben keine Verfasserüberschriften und werden von der jüdischen Tradition auch Mose zugeschrieben. Johannes Schnocks resümiert im Sinne der am Endtext orientierten Psalterexegese: Psalm 89 beklagt den Untergang der Davidsdynastie. Für den hier endenden Teil des Psalmbuchs war David der „überragende Vorbeter.“ Nach dem Scheitern der Monarchie sei ein neuer Vorbeter gesucht worden, und Mose biete sich an, da mit ihm in der Gegenwart der Psalterredaktion keine Gruppeninteressen verbunden gewesen seien, „so dass er für ganz Israel eine Identifikationsgröße sein kann.“

### In der jüdischen Theologie
Als Volksbefreier und Stammesführer ist Mose neben den Erzvätern Abraham und Jakob sowie dem König David eine der wichtigsten Figuren nicht nur für das religiöse, sondern auch für das nationale Selbstverständnis der Juden.

### In der christlichen Theologie
In der modernen Theologie des Christentums wird teilweise angenommen, dass die biblische Darstellung des Mose redaktionell erweitert worden sei. Auch die Historizität der Persönlichkeit und ihre Verbindung mit dem Auszug aus Ägypten wird von Wissenschaftlern betroffener Fachdisziplinen unterschiedlich bewertet. Orthodoxe Juden und verschiedene christliche Konfessionen halten seine führende Rolle beim Auszug wie bei der Vermittlung des JHWH-Glaubens für historisch. Sie erachten entsprechend die teilweise sehr stark ausgestalteten Mosetraditionen als zuverlässige Erinnerungen an eine bedeutende geschichtliche Persönlichkeit.
Die katholische Kirche und die Orthodoxie verehren Mose als Patriarchen des Alten Testaments und Heiligen. Bestimmte Kirchen sind ihm geweiht (z. B. die Šuplja crkva in Kroatien oder San Moisè in Venedig). In Venedig war ein Theater nach ihm bzw. der Kirche benannt.
Gedenktage:
- römisch-katholisch: 4. September
- orthodox: 4. September
- evangelisch: 4. September im Kalender der Lutherischen Kirche – Missouri-Synode

Manche Christen sehen in Mose dagegen eine Symbolfigur, die wesentlich die Israeliten und das jüdische Volk zu einer Einheit formte, den Kultus und die zu beachtenden Gebote begründete und den Weg zum wahren Gottesglauben wies. Für diese Christen und Juden spielt die Historizität Moses keine wesentliche Rolle, soweit sie nicht überhaupt abgestritten wird, sondern er ist eine Figur, aus der Kraft für den Glauben geschöpft werden kann.

### Im Islam
Für den islamischen Glauben ist Mose (Mūsā) neben Abraham (Ibrāhīm), Jesus (ʿĪsā) und Mohammed ein bedeutender Prophet Gottes und wird im Koran als Empfänger „des Buches“ bezeichnet (Sure 2, 53.87; Sure 28, 43; vgl. Die Tora im Islam). Einer Legende zufolge sei der Stock des Mose nach der Eroberung von Mekka durch die Osmanen in der Kaʿba gefunden worden.
Die biblischen Episoden der Mosegeschichte und des Exodus werden im Koran wiederholt erwähnt. So sind in der Sure 2 (49–71) etliche Erzählungen und Anekdoten vorhanden, die auf die Gesetzgebung, auf den Bundesschluss am Sinai und auf die Ungehorsamkeit der Israeliten anspielen. Vom Misstrauen der Israeliten Mose und „seinem Gott“ gegenüber und von deren Bestrafung ist auch in der Sure 5 (20–26) die Rede. In der Sure 20 befinden sich die Erzählungen von der Geburt (39–40), von der Flucht nach Midian (40), der Offenbarung Gottes und der Sendung des Mose (9–37; 42–48), die auch in der Sure 28 (3–35) vorkommen. Die über Ägypten gesandten Plagen kommen nur in der Sure 7 (133–135) vor – ohne den Tod der Erstgeborenen. Am häufigsten wiederkehrend ist das Motiv der Konfrontation des Mose mit den ägyptischen Magiern, die von der Bestrafung des Pharao und der Ägypter durch das Wunder am Schilfmeer gefolgt wird (Sure 7, 103–136; 10, 75–92; 20, 57–79; 28, 36–40; 43, 46–56). Von den übrigen Episoden der Wüstenwanderung kommen im Koran die Wunder vom Manna und den Wachteln (Sure 2, 57), das Wasserwunder (2, 60) und der Verfall der Israeliten in den Götzendienst in Zusammenhang mit der Begegnung des Mose mit Gott (Sure 7, 138–156; 20, 83–98) vor.

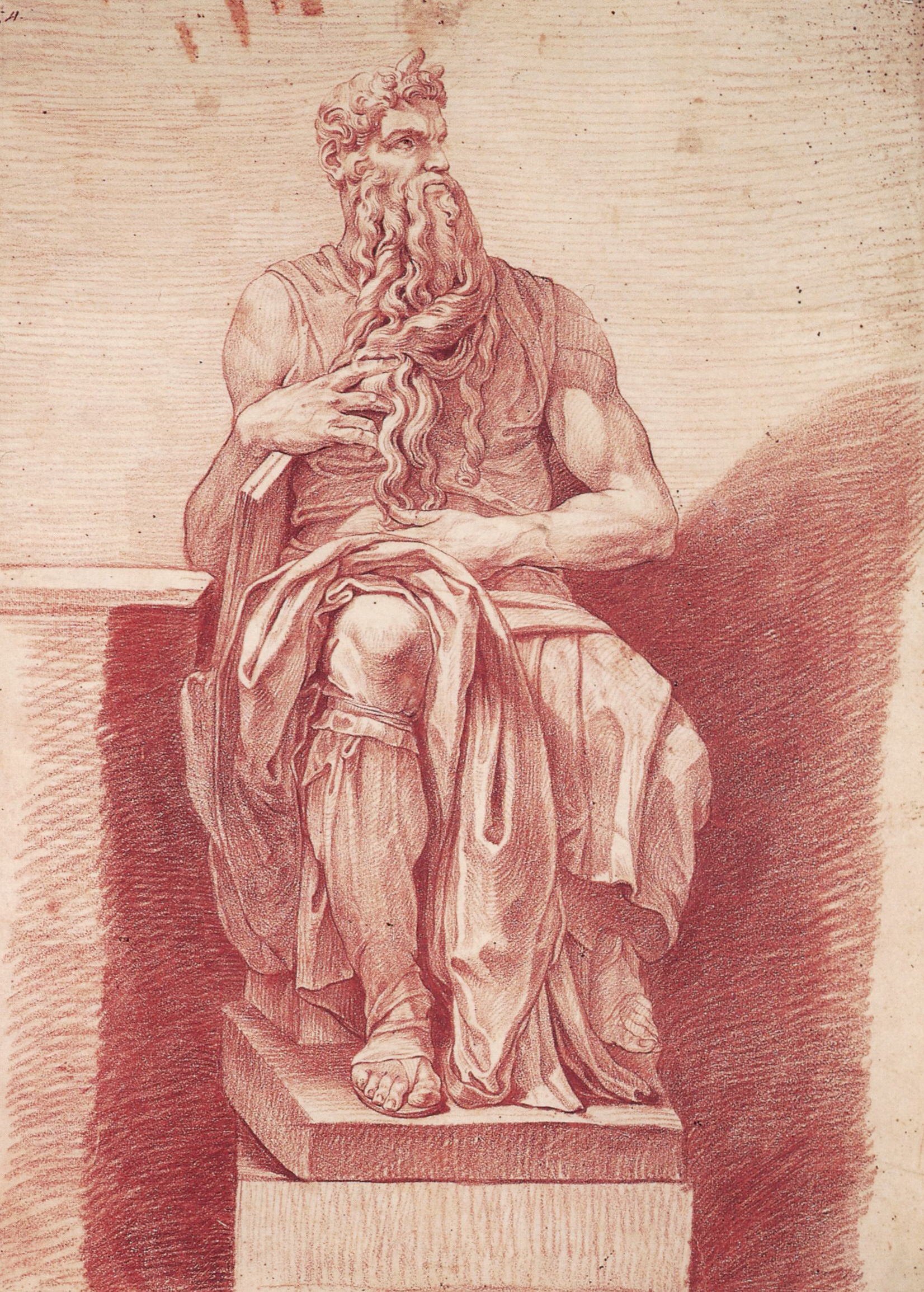
Peter Anton von Verschaffelt: Statue des Mose von Michelangelo (nach 1737)

## Rezeption in den Künsten

### Bildende Kunst
Michelangelo schuf zu Beginn des 16. Jahrhunderts in der Kirche San Pietro in Vincoli im Zentrum des Grabmals für Papst Julius II. die Skulptur des Mose, die als eines seiner bekanntesten bildhauerischen Werke einzuordnen ist.

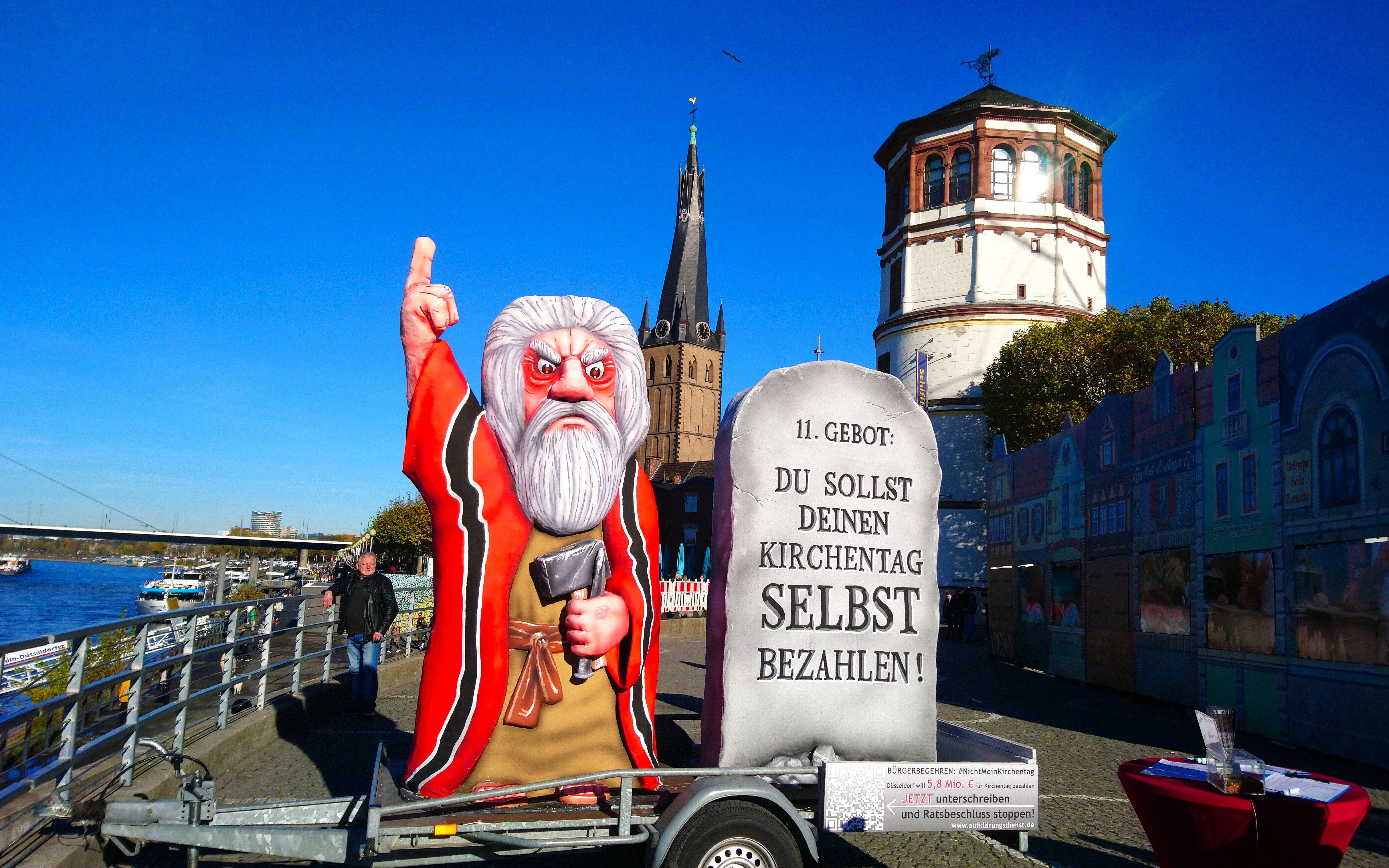
Großplastik „Moses“ der Kunstaktion Das 11. Gebot („Du sollst Deinen Kirchentag selbst bezahlen!“) 2022 in Düsseldorf.

Im Jahr 2014 wurde erstmalig eine knapp drei Meter hohe Moses-Plastik der Kunstaktion Das 11. Gebot („Du sollst Deinen Kirchentag selbst bezahlen!“) in Regensburg gezeigt, nachfolgend u. a. in Berlin, Düsseldorf, Erfurt, Münster und Stuttgart. Bei dieser Kunstaktion werden die Zahlungen in Millionenhöhe aus öffentlichen Kassen für Kirchentage kritisiert. Auf die spätere EKD-Ratsvorsitzende Annette Kurschus wirkte die Figur, als sei sie aus Monty Pythons Das Leben des Brian entwischt, „mit Zeigefinger und Jesuslatschen, biestig und geizig, antiquiert und autoritär.“

### Musik
Giovanni Battista Bassani schrieb 1694 das Oratorium Mosè risorto dalle acque. Weitere Oratorien, die den Mose-Stoff bearbeiten, stammen von Georg Friedrich Händel (Israel in Ägypten, 1739), Franz Lachner (Moses, op. 45, 1833) und Max Bruch (Moses, op. 67, 1893/94).
Arnold Schönberg stellte die Figur des Mose in seinem Opernfragment Moses und Aron dar. Das Libretto geht ebenfalls auf den jüdischen Komponisten zurück. Die Handlung orientiert sich am zweiten Buch Mose.
Im 1985 geschaffenen Rock-Oratorium Moses von Tobias Seyb und Richard Geppert begegnet die Figur ebenso wie im Pop-Oratorium Die 10 Gebote des Jahres 2010 von Dieter Falk. Ferner produzierte der Musicalverein in Jägerwirth im Jahr 2005 ein Moses-Musical.
Go Down Moses, auch bekannt als When Israel was in Egypt’s land und Let My People Go, ist ein amerikanisches Negro Spiritual, das den Auftrag des Mose thematisiert, sein Volk aus der ägyptischen Gefangenschaft zu führen.

### Filme

#### Kino
- 1905: Das Leben des Moses (La Vie de Moïse), Pathé
- 1907: Moses und der Auszug aus Ägypten (Moses et l’Exode de l’Egypte), Pathé
- 1909: Die Verfolgung der Kinder Israels durch die Ägypter (The Persecution of the Children of Israel by the Egyptians), Regie: J. Stuart Blackton, Vitagraph
- 1910: Der Auszug (L’exode), Regie: Louis Feuillade, Gaumont
- 1923: Die zehn Gebote – 1. Verfilmung von Cecil B. DeMille, Paramount
- 1924: Die Sklavenkönigin, Regie: Michael Curtiz, Sascha
- 1956: Die zehn Gebote – 2. Verfilmung von Cecil B. DeMille, Paramount, Moses: (Charlton Heston)
- 1974: Moses und Aron, Regie: Jean Marie Straub u. a., Grasshopperfilm
- 2014: Exodus: Götter und Könige (Exodus: Gods and Kings), Regie: Ridley Scott, 20th Century Fox, Moses: (Christian Bale)

#### Fernsehen und Zeichentrick
- 1974: Moses (1974) (Burt Lancaster)
- 1996: Die Bibel – Moses (Ben Kingsley)
- 1998: Der Prinz von Ägypten (Stimme: Val Kilmer)
- 2006: Die Zehn Gebote (Dougray Scott)

#### Weiteres
- 2000: Am Anfang (Episode des Films) (Billy Campbell)

In der Filmkomödie Bruce Allmächtig von 2003 parodiert Schauspieler Jim Carrey mit übernatürlichen Kräften die Teilung des Roten Meeres anhand einer Tomatensuppe in einem Teller.